# Norra Kvills nationalpark
Norra Kvill är en 114 hektar (1,14 km²) stor nationalpark i Rumskulla socken i Vimmerby kommun i Småland (Kalmar län). Parken inrättades 1927 och utvidgades 1994. Marken ägs av Svenska staten genom Naturvårdsverket.
Nationalparken ligger cirka 19 kilometer nordväst om Vimmerby. När den inrättades 1927 bestod den av ett kärnområde om 27 hektar som utvidgades till nuvarande storlek år 1994. Den består av genuin småländsk urskog, och den orörda barrskogen som inte har avverkats på över 150 år är unik i södra Sverige. Skogen får alltmer karaktären av naturskog. Vissa av tallarna uppnår en ålder på över 350 år, och vissa exemplar har en omkrets på över 2,5 meter och en höjd på 35 meter. Några av tallarna bär brandljud efter sammanlagd åtta skogsbränder, den senaste ägde rum i början av 1900-talet.
I parken finns utkiksplatsen Idhöjden med en höjd på 45 meter över sjöarnas yta och de två sjöar Stora Idgölen och Lilla Idgölen samt kärret Dalskärret. Stora Idgölen har även kallats "Trollsjön" och ligger mitt i parken som även gränsar till Lilla Grytgölen. En vandringsled går längs dessa platser. Hela området ligger uppemot 230 meter över havet.
Berggrunden består av smålandsgranit. Förkastningssprickor har gett upphov till den brant kuperade terrängen. På vissa ställen bildar stora mängder stenblock sammanhängande blockfält. I parken finns drygt 200 mossor och 100 lavar. I sumpskogen nordväst om Stora Idgölen växer bland annat missne, topplösa och kärrviol. I bäckravinen återfinns det sällsynta gräset skogssvingel och dvärghäxört.

## Bilder

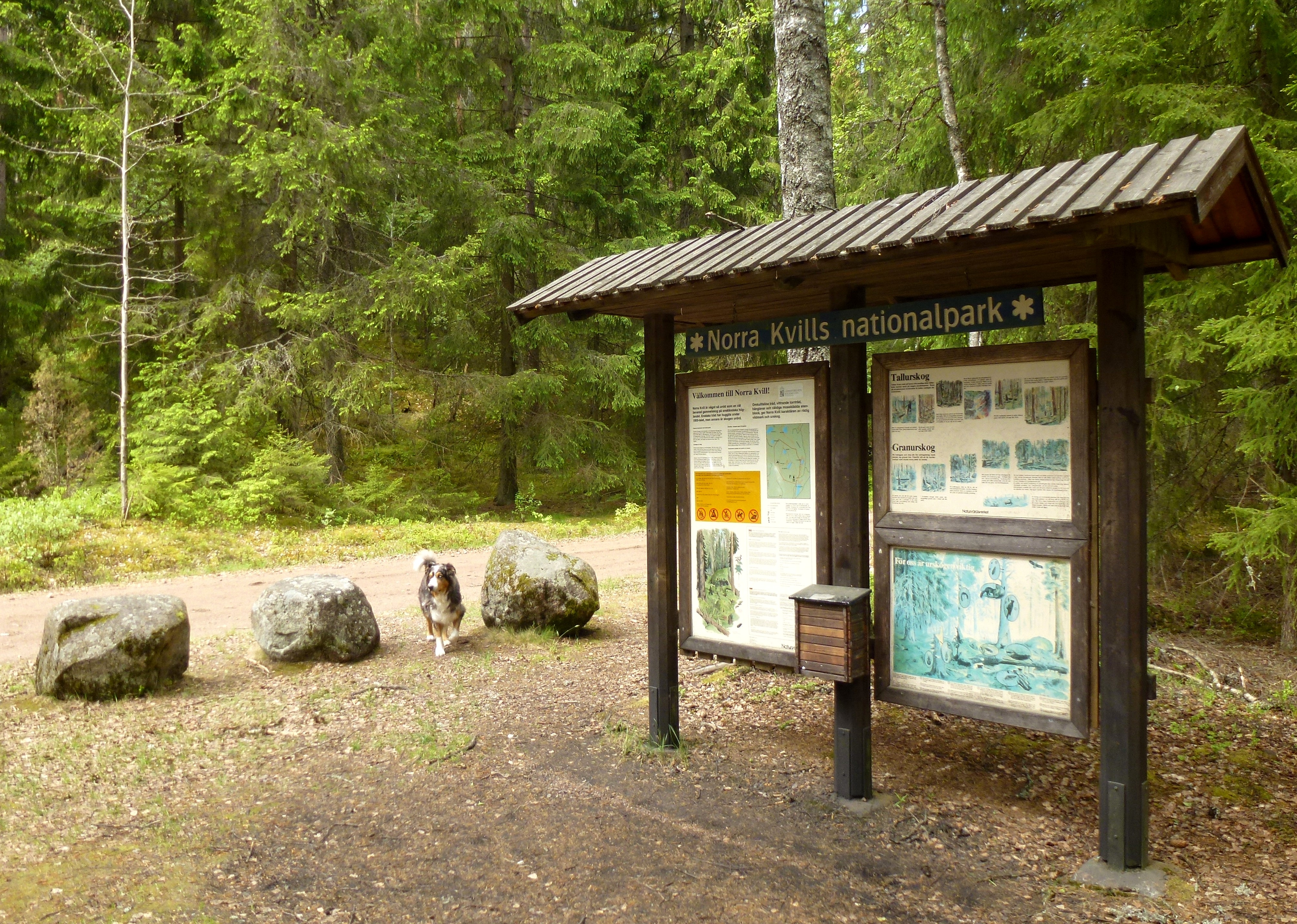
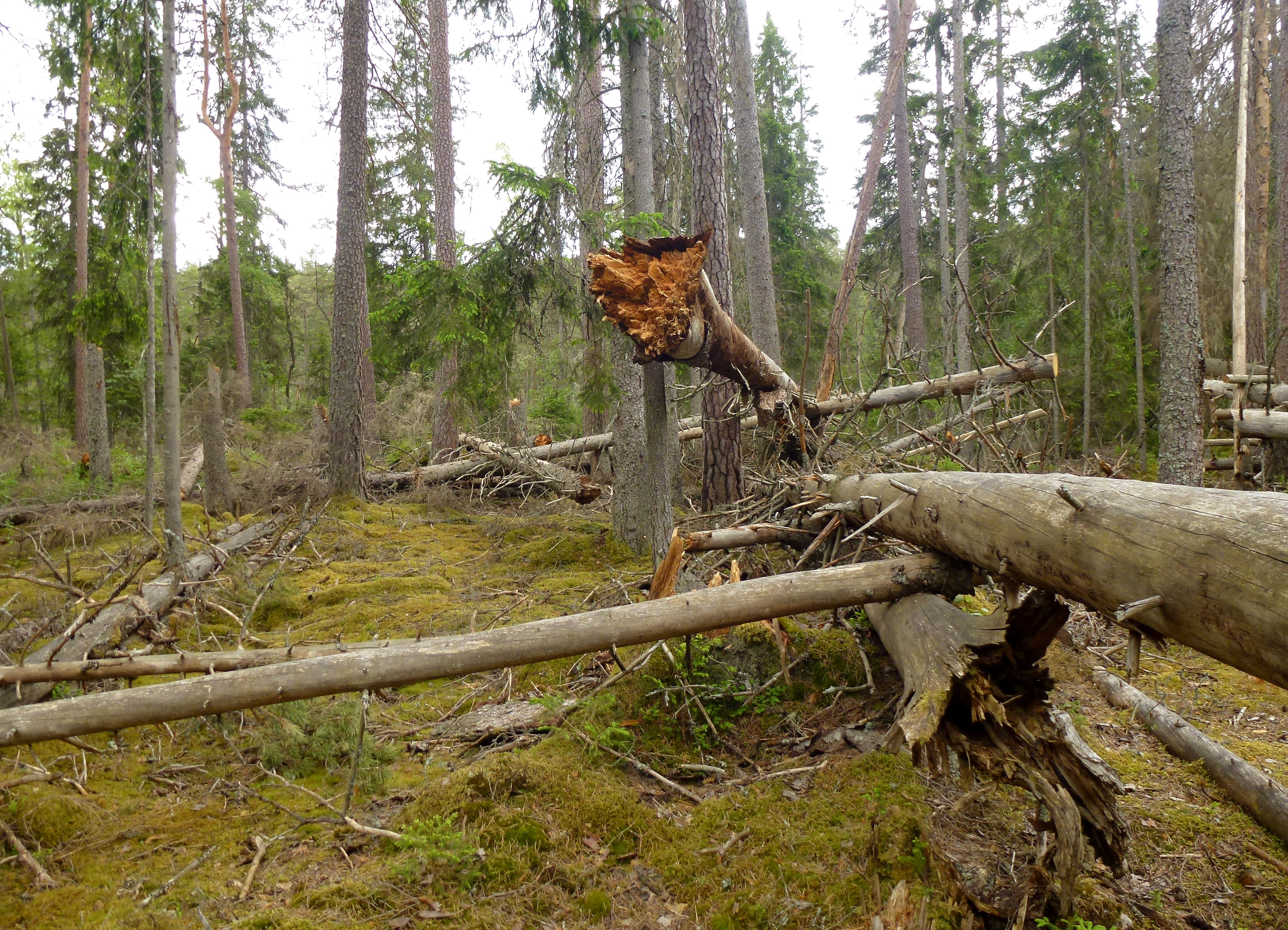
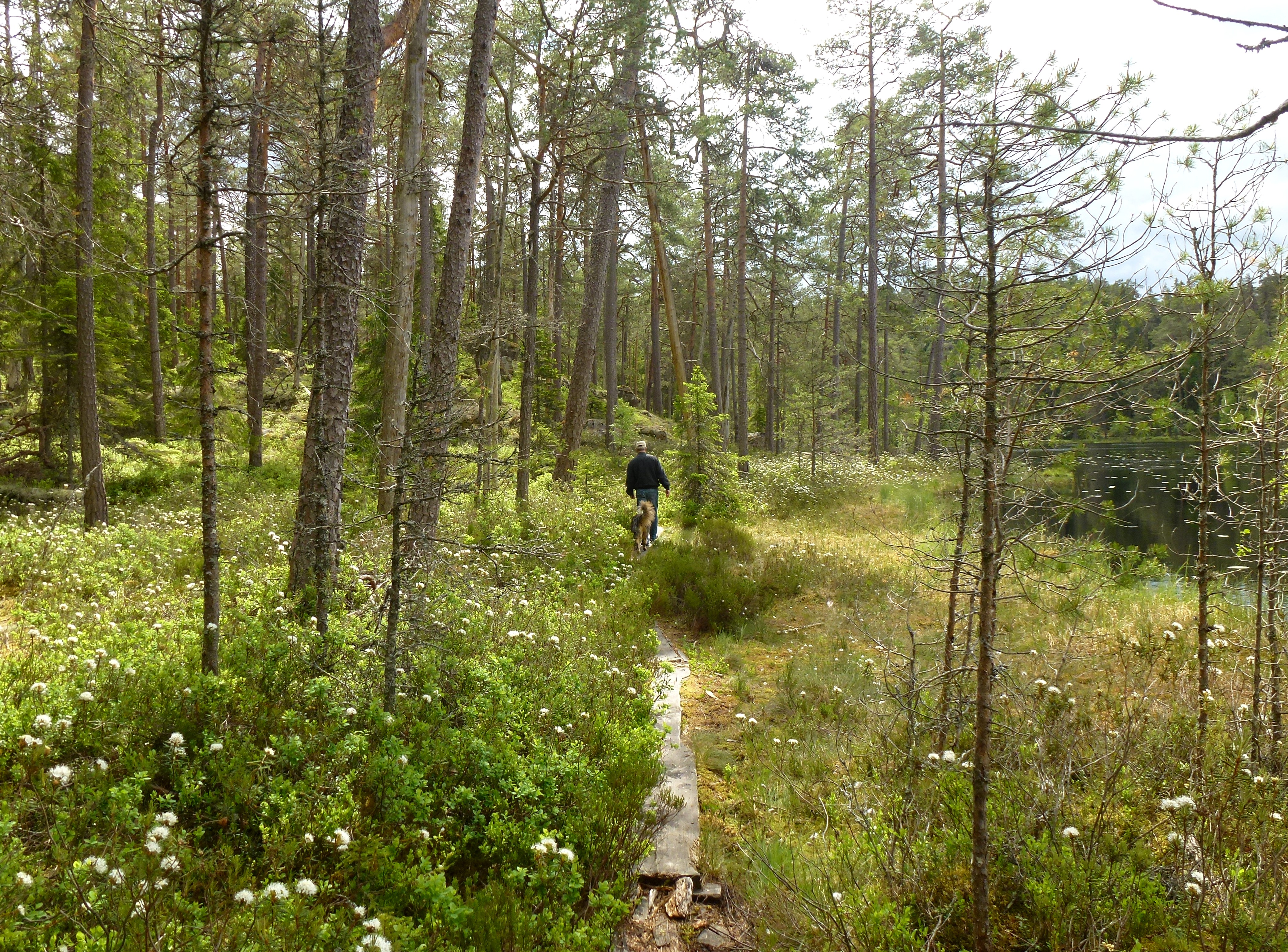
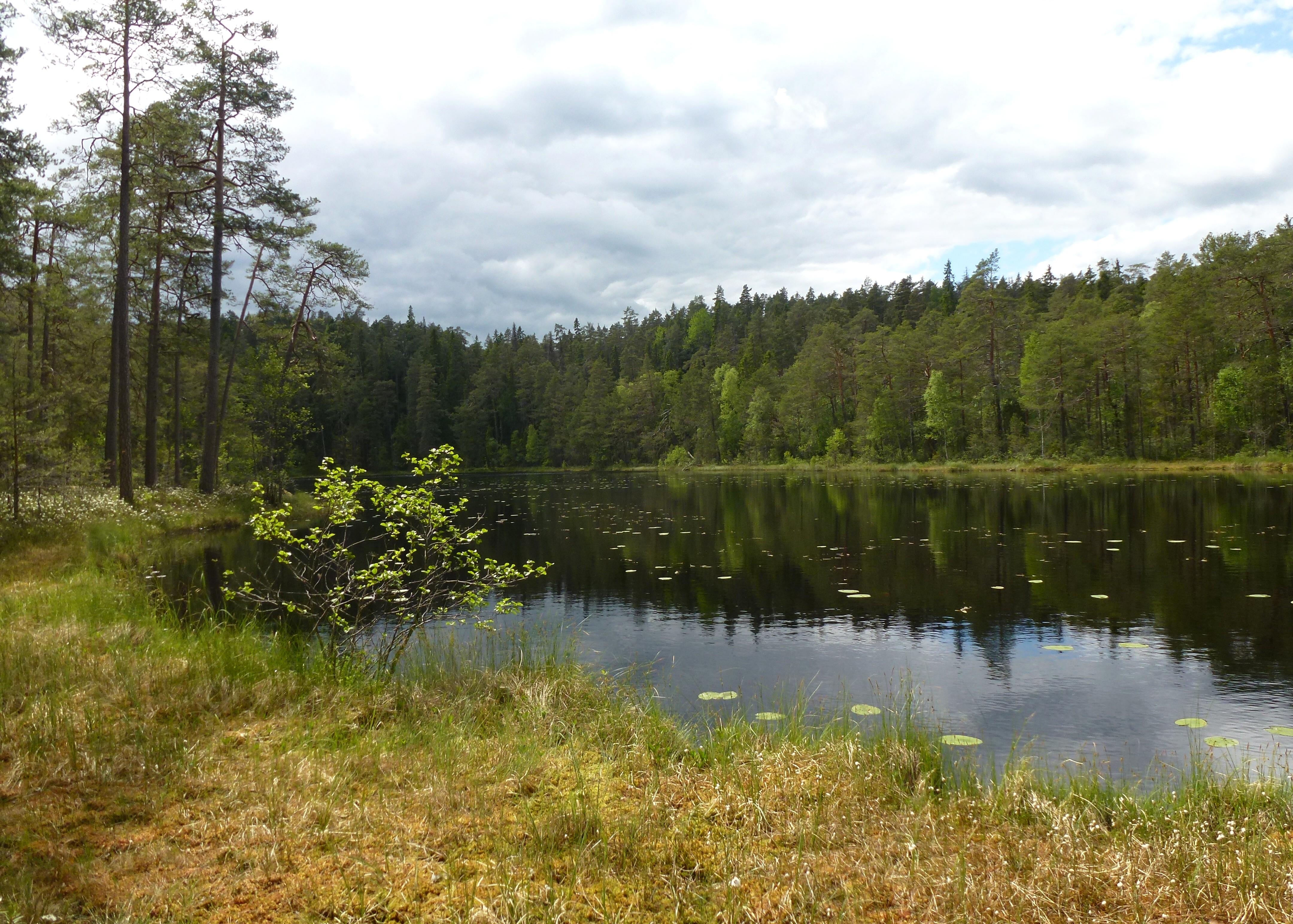